# Mémorial Doyen Gosse
Le mémorial Doyen Gosse est situé sur le territoire de la commune de Saint-Ismier (Ìsère). Il a été créé pour recevoir les dépouilles du doyen René Gosse et de son fils, Jean. Ce bâtiment fait partie du patrimoine culturel et historique de la vallée du Grésivaudan.

## Histoire
Avant sa conversion en mémorial, ce site fut utilisé comme four à chaux puis comme cimenterie par l'industriel Louis Vicat. Les roches,
prélevées dans le cône du Manival, proche, étaient acheminées par des bennes jusqu’au four.
Ce mémorial a été érigé en 1944 à la mémoire de René Gosse, professeur de mathématiques à l'unique faculté de Grenoble ( à l'époque), et de son fils Jean Gosse, tous deux engagés dans la résistance et fusillés le 19 décembre 1943 non loin du torrent du Manival. Depuis 1975, sa femme Lucienne repose dans ce mémorial aux côtés de son fils et son mari.

## Situation et accès
Ce mémorial est situé à la sortie de Saint-Ismier, au bord de la route départementale 1090 (ancienne RN90, reliant Grenoble au col du Petit-Saint-Bernard), en direction de Bernin. L'édifice est labellisé « Patrimoine du XXe siècle » de l'Isère depuis 2003.

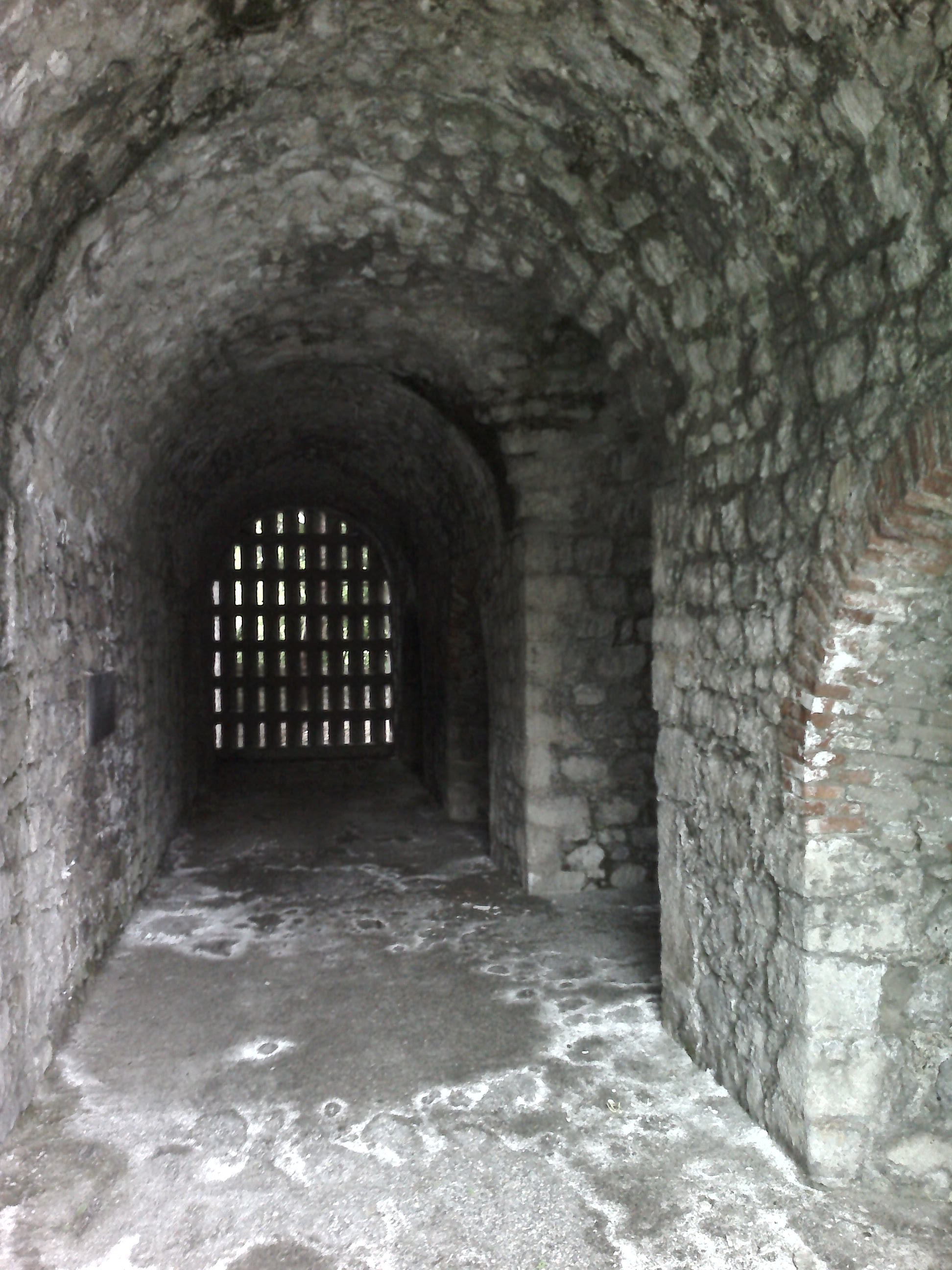
Mémorial Doyen Gosse (intérieur)
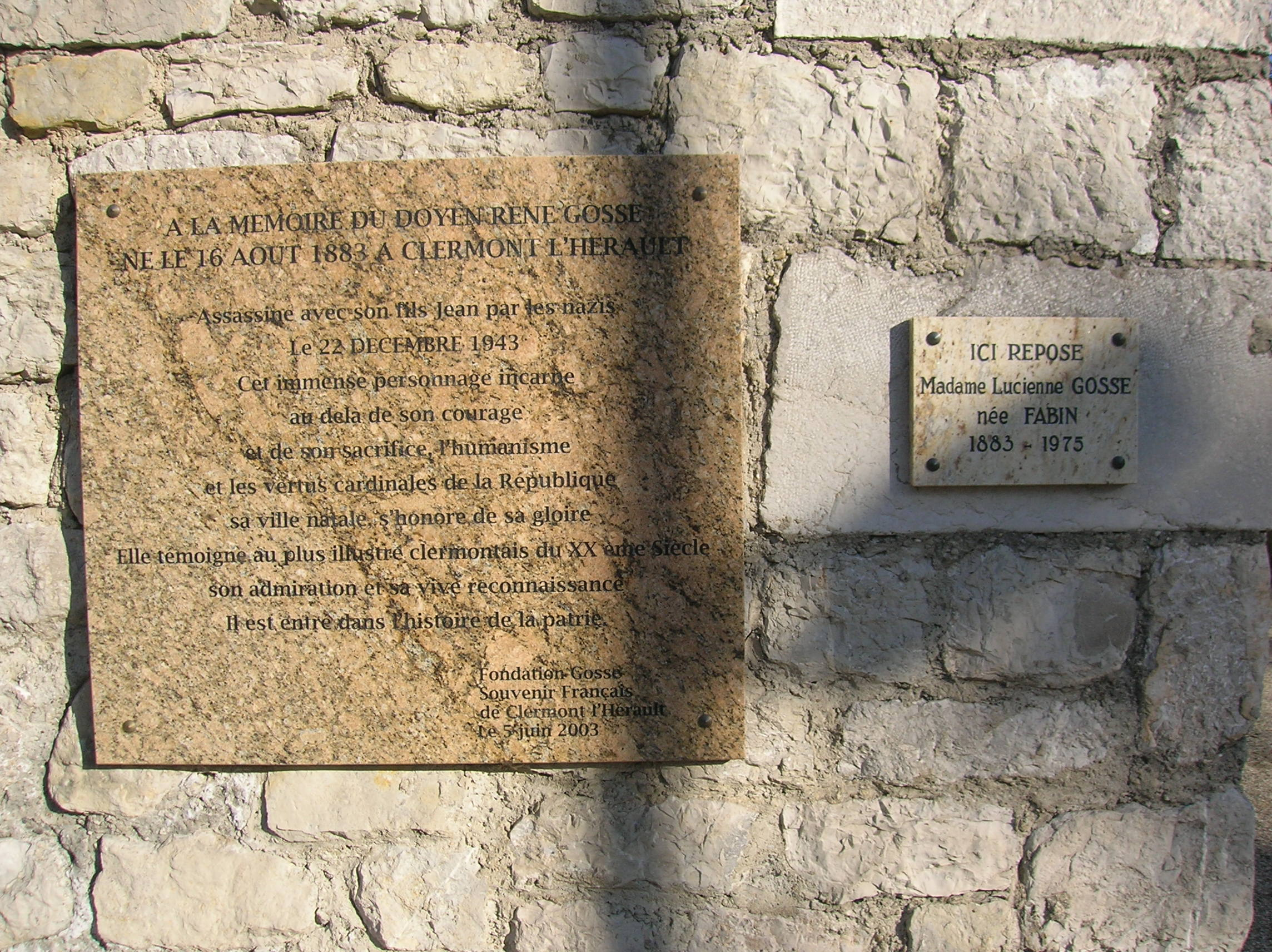
Plaques commémoratives
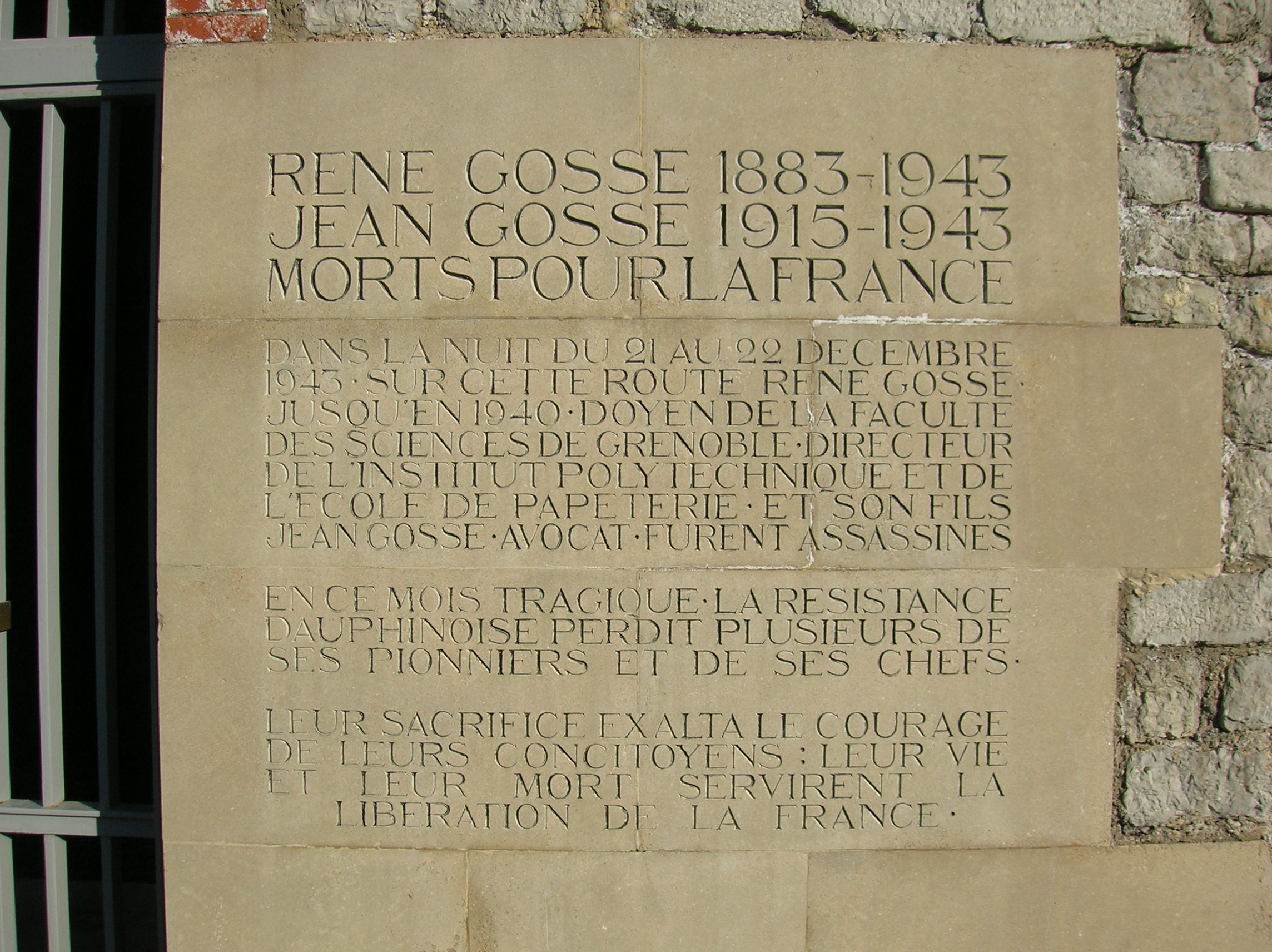
Plaques commémoratives (gros plan)
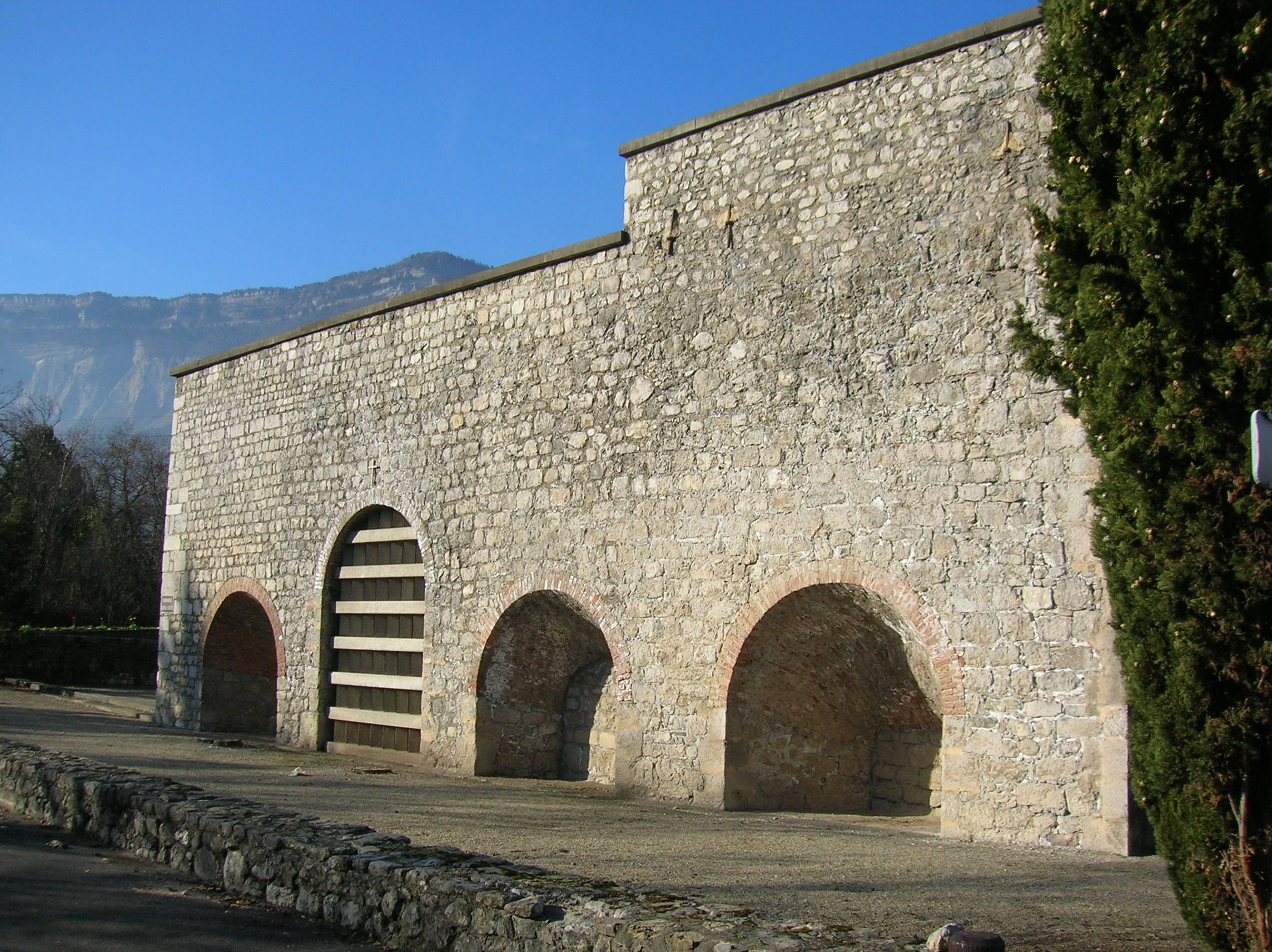
Mémorial Doyen Gosse (extérieur)
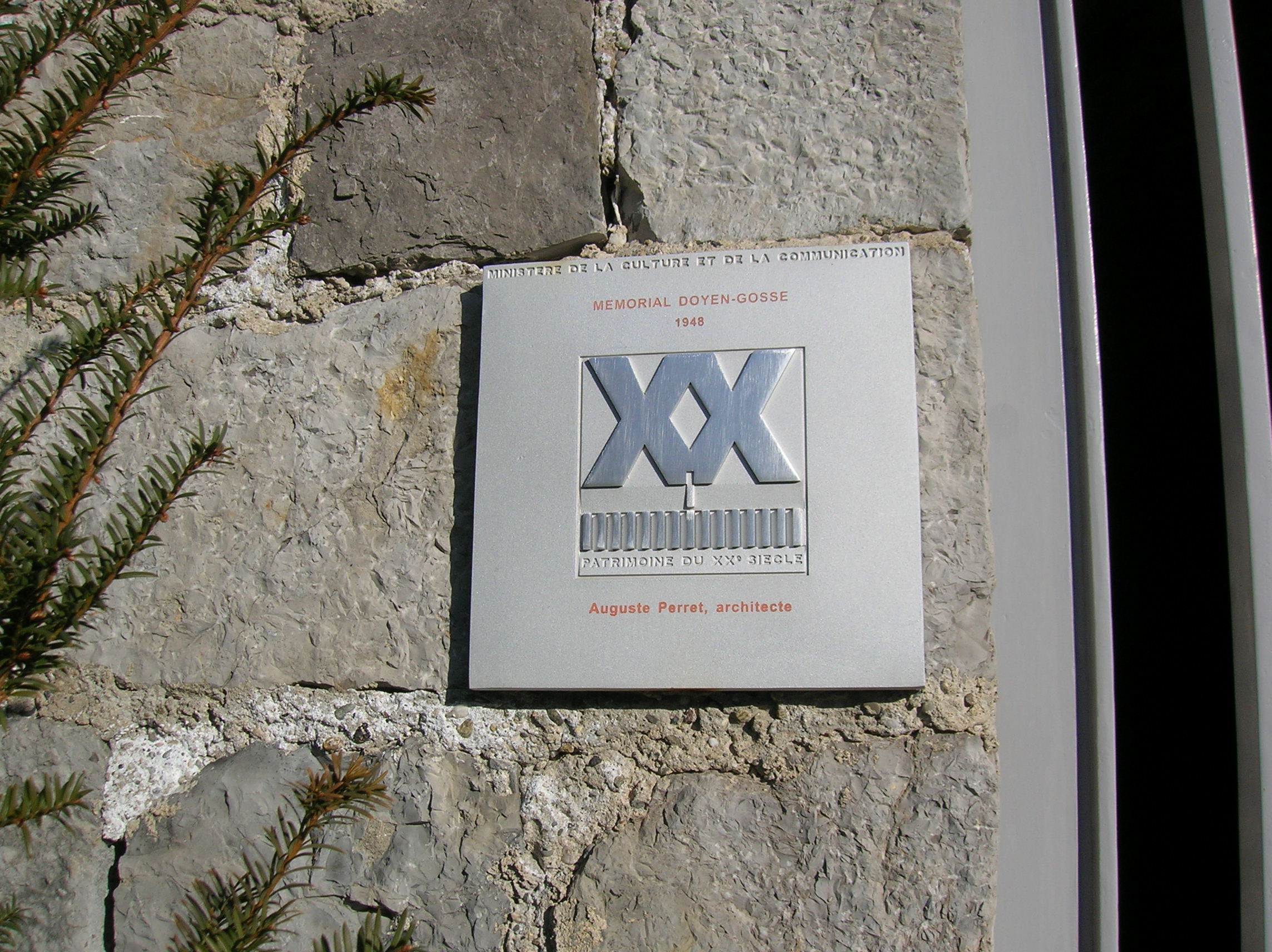
Plaque « Patrimoine du XXe siècle »